# Zygaenoidea
Zygaenoidea este o superfamilie de molii din clada Ditrysia care include următoarele familii:
- Aididae
- Anomoeotidae
- Cyclotornidae
- Dalceridae
- Epipyropidae
- Heterogynidae
- Himantopteridae
- Lacturidae
- Limacodidae (disputat) [1]
- Megalopygidae
- Phaudidae
- Somabrachyidae
- Zygaenidae